# Diego Calvo
Diego Gerardo Calvo Fonseca (* 25. März 1991 in San José) ist ein costa-ricanischer Fußballspieler. Er ist costa-ricanischer Nationalspieler und erreichte mit der Nationalmannschaft bei der Fußball-Weltmeisterschaft 2014 das Viertelfinale.

## Karriere

### Verein
Diego Calvo begann mit dem Fußballspielen in der Jugend von LD Alajuelense und stieg 2010 in die Profimannschaft des Klubs auf. Im Frühjahr 2013 wechselte er nach Europa und unterschrieb beim norwegischen Erstligisten Vålerenga Oslo. Im August 2014 wechselte Calvo auf Leihbasis nach Schweden zu IFK Göteborg. Der Erfolg war gering und CCalvo kehrte zurück in seine Heimat. Er wechselte oftmals die Vereine, bis er in Spanien ab 2019 unterklassig länger blieb.

### Nationalmannschaft
Im Jahr 2011 nahm Calvo an der U-20-Fußball-Weltmeisterschaft 2011 in Kolumbien teil. 2014 wurde er vom damaligen Nationaltrainer Jorge Luis Pinto in den Kader der costa-ricanischen Mannschaft zur Fußball-Weltmeisterschaft 2014 nominiert, wurde dort aber nicht eingesetzt.